# XVII з'їзд Комуністичної партії Молдавії
XVII з'їзд Комуністичної партії Молдавії — з'їзд Комуністичної партії Молдавії, що відбувся 17—18 травня 1990 року в місті Кишиневі.

## Порядок денний з'їзду
1. Звіт ЦК КПМ
2. Звіт Ревізійної Комісії КПМ
3. Вибори керівних органів КПМ.

## Керівні органи партії
Обрано Центральний комітет у складі 159 чоловік і Контрольно-Ревізійну комісію у складі 53 чоловік.

### Члени Центрального комітету КП Молдавії
- Ангелі Федір Панасович — директор Молдавського інформаційного агентства (АТЕМ) при РМ Молдавської РСР
- Андрієш Андрій Михайлович — президент Академії наук Молдавської РСР
- Антон Георгій Філаретович — 1-й секретар Стрешенського райкому КПМ
- Апостол В.Г. — голова правління Спілки театральних діячів Молдавської РСР
- Бабій Л.І. — 1-й секретар райкому КПМ Аненій Ной
- Багрін Г.І. —
- Бараган С.П. —
- Батушкіна Тетяна Василівна — секретар парткому заводу «Мезон» імені 60-річчя СРСР міста Кишинева
- Бахеркін Н.В. — 1-й секретар Чадир-Лунзького райкому КПМ
- Бейко Є.М. — 1-й секретар Басарабяського райкому КПМ
- Белічук Г.І. — 1-й секретар Дрокіївського райкому КПМ
- Бердников Євген Петрович — 1-й секретар Рибницького міськкому КПМ
- Берко В.Р. — 1-й секретар Совєтського райкому КПМ
- Бешляга В.К. —
- Бодю З.П. — 1-й секретар Шолденештського райкому КПМ
- Бондарчук Микола Федорович — 1-й заступник голови Держплану Молдавської РСР
- Боршевич Іван Гаврилович — ректор Кишинівського державного педагогічного інституту імені І.Крянге
- Брезицький Б.В. — 1-й секретар Слобозійського райкому КПМ
- Бузе С.Г. — 1-й секретар Яловенського райкому КПМ
- Васілой П.Г. — слюсар НВО «Молдавгідромаш»
- Воронін Володимир Миколайович — міністр внутрішніх справ Молдавської РСР
- Гаврилюк В.М. —
- Гамов І.Л. — директор ВЦ Міністерства житлово-комунального господарства Молдавської РСР
- Гафтон Петро Васильович — 1-й секретар ЦК ЛКСМ Молдавії
- Герасимов Юрій Михайлович — начальник управління Молдавської залізниці
- Глєбов Віталій Іванович — секретар Молдавської ради профспілок, голова республіканського комітету профспілки робітників АПК
- Горінчой В.В. — голова колгоспу імені Леніна Унгенського району
- Графов Сергій Сергійович — 1-й заступник голови Держплану Молдавської РСР
- Гричук П.М. — 1-й секретар Чимишлійського райкому КПМ
- Гудумак Володимир Зиновійович — 1-й секретар Бриченського райкому КПМ
- Гуцу Дмитро Георгійович — 1-й секретар Ришканського райкому КПМ
- Гуцу Іван Тимофійович — 2-й секретар ЦК КПМ
- Детюк М.А. — заступник командира із політичної частини 3-го льотного авіазагону Молдавського управління цивільної авіації
- Добря В.Г. —
- Доментій В.Н. — 1-й секретар Резінського райкому КПМ
- Доментій Микола Георгійович — 1-й секретар Орхейського райкому КПМ
- Донской Г.М. —
- Дубалар Павло Георгійович — 1-й секретар Каменського райкому КПМ
- Дудеу Микола Іванович —
- Дякону А.Г. — 1-й секретар Леовського райкому КПМ
- Євтодієнко Н.І. —
- Жданов Олександр Георгійович — 1-й секретар Лазовського райкому КПМ
- Журавльов Петро Олександрович — секретар парткому виробничого об'єднання «Рахункомаш»
- Забунов Іван Данилович — старший викладач кафедри політичної історії Кишинівського медичного інституту імені Тестеміцану
- Завтур Олександр Андрійович — завідувач кафедри політології Молдавського державного університету імені Леніна
- Затонських Р.А. — голова республіканського комітету профспілки робітників легкої промисловості
- Зіміна Лариса Володимирівна — секретар парткому Калінінського консервного заводу Єдинецького району
- Іовв Василь Матвійович — секретар ЦК КПМ
- Ісак В.Д. — директор Інституту суспільно-політичних досліджень ЦК КП Молдавії
- Калмуцький В.С. — ректор Кишинівського політехнічного інституту імені Сергія Лазо
- Каніковський В.І. — заступник голови Контрольно-Ревізійної комісії КП Молдавії
- Капецький В.В. —
- Караманов В.Д. — секретар парткому Тираспольського будівельного тресту
- Кірка І.М. — секретар парткому міжгосподарського підприємства із виробництва плодів «Пам'яті Ілліча» Слобозійського району
- Коваль Д.В. — декан факультету журналістики, професор Молдавського державного університету імені Леніна
- Кокош П.Д. — вчитель російської мови Джюрджюлештської середньої школи Вулкенештського району
- Констандогло Д.Ф. — начальник управління загальної і середньої освіти Міністерства народної освіти Молдавської РСР
- Корецька Т.Ф. —
- Коцобан П.Ф. — голова агрофірми «Прогрес» Бриченського району
- Крилов В.М. — провідний інженер Кишинівського заводу «Сигнал»
- Кроль Л.А. — начальник цеху Кишинівського скляного заводу
- Кунєв В.П. — 1-й заступник голови Кишинівського міськвиконкому
- Кутковецький Микола Панасович — секретар ЦК КПМ
- Кучук С.К. — голова правління Спілки художників Молдавської РСР
- Кушнір Григорій Іванович — керуючий справами ЦК КПМ
- Лабунський М.Є. — завідувач відділення Фалештської центральної районної лікарні
- Лавранчук Георгій Іванович — голова Комітету державної безпеки Молдавської РСР
- Лаур М.Н. — секретар парткому Тираспольського державного педагогічного інституту імені Шевченка
- Лащенова Л.А. — 1-й секретар Ленінського райкому КПМ
- Левинська В.М. — секретар парткому колгоспу «40 років Жовтня» Котовського району
- Лефтер Валентин Якович — 1-й секретар Котовського райкому КПМ
- Лефтер Ф.І. — 1-й секретар Теленештського райкому КПМ
- Лупак А.П. —
- Мазур Л.Д. — столяр Дубесарського міжгосподарського будівельного управління № 1
- Манолов Ф.В. — 1-й секретар Комратського райкому КПМ
- Манукян С.А. — президент концерну «Молдлегпром»
- Марчук П.С. —
- Маткаш Н.Г. — завідувач кафедри молдавської мови Кишинівського державного педагогічного інституту імені І.Крянге
- Матковскі Д.Л. —
- Мельник Костянтин Олексійович —
- Мирзак В.І. — 1-й секретар Фрунзенського райкому КПМ міста Кишинева
- Михайловська Р.І. —
- Міку В.Є. — генеральний директор НВО «Гібрид» Криуленського району
- Мішин В.Н. — начальник Молдавського Управління внутрішніх справ на транспорті
- Мовіляну Н.Ф. —
- Мокану І.А. — 1-й секретар Сороцького райкому КПМ
- Мокряк Н.Л. — генеральний директор трикотажного Кишинівського виробничого об'єднання «Стяуа рошіє»
- Морар Ф.М. — бригадир слюсарів Єдинецької АТБ-12
- Морєв В.І. — голова Бельцького міськвиконкому
- Мороз С.І. — голова Тираспольського міськвиконкому
- Мошану А.К. — декан історичного факультету Молдавського державного університету імені Леніна
- Мунтян М.І. —
- Мунтяну В.Г. — 1-й секретар Дністровського райкому КПМ міста Кишинева
- Мустяце В.А. — директор середньої школи № 4 міста Кеушень
- Назаров В.І. —
- Некіт Г.В. — 1-й секретар Тараклійського райкому КПМ
- Немцан Г.К. —
- Ніделку Дмитро Іванович — секретар Молдавської республіканської ради профспілок
- Одинець Р.Ф. — в.о. доцента кафедри суспільно-політичних дисциплін Молдавської державної консерваторії імені Г. Музическу
- Окунська З.Н. — 1-й секретар Октябрського райкому КПМ міста Кишинева
- Олару Федір Григорович — 1-й секретар Келерашського райкому КПМ
- Онищук В.Н. —
- Оніка В.Д. — секретар парткому радгоспу «Патрія» Кантемирського району
- Онуфрієв В.І. — директор Бендерського комбінату хлібопродуктів
- Орлов Н.І. — 1-й секретар Штефан-Воде райкому КПМ
- Остапчук Є.В. —
- Паланчика Іван Васильович — 1-й секретар Кеінарського райкому КПМ
- Паларія Борис Федорович — 1-й секретар Дубесарського райкому КПМ
- Палій Іван Пантелійович — 1-й секретар Кахулського райкому КПМ
- Паскар Петро Андрійович — голова Ради Міністрів Молдавської РСР
- Пелеванюк М.Д. — керівник арендного колективу колгоспу «Вікторія» Флорештського району
- Пелін В.Т. — бригадир будівельного управління-6 Кишинівського тресту «Цивілбуд»
- Платон Михайло Сергійович — 1-й заступник голови Ради міністрів Молдавської РСР
- Попушой Є.П. —
- Постовалова Т.П. — секретар парткому Кишинівської фабрики «Зоріле»
- Постован Д.Х. — 1-й заступник прокурора Молдавської РСР
- Проценко В'ячеслав Олександрович — голова РКДО «Молдплодовочпром»
- Пуйка А.П. — голова колгоспу імені Калініна Ніспоренського району, голова Ніспоренської районної ради
- Радауцан Сергій Іванович — віцепрезидент Академії наук Молдавської РСР
- Рашкулєв Ю.Д. — заступник директора СПТУ № 3 міста Кишинева
- Руньковський Валеріан Васильович — голова Комітету народного контролю Молдавської РСР
- Руснак Георгій Омелянович — професор кафедри політичної історії, секретар парткому Молдавського державного університету імені Леніна
- Руссу Іон Миколайович — завідувач аграрного відділу ЦК КП Молдавії
- Савченко В.І. — начальник політичного відділу Нижньодністровського прикордонного загону КДБ СРСР
- Салі Н.А. —
- Самсі Георгій Федорович — бригадир тракторно-рільничої бригади колгоспу імені 1-го Травня Комратського району
- Сангелі Андрій Миколайович — 1-й заступник голови Ради Міністрів Молдавської РСР
- Сахановський Костянтин Іванович — 1-й секретар Унгенського райкому КПМ
- Сербін Іван Калістратович — 1-й секретар Глоденського райкому КПМ
- Скальна Л.Є. — голова президії Молдавського товариства дружби і культурного зв'язку із зарубіжними країнами
- Скутельник В.А. —
- Скутельник Г.С. —
- Снегур Мірча Іванович — голова Президії Верховної Ради Молдавської РСР
- Собор Євген Васильович — секретар ЦК КПМ
- Сокирка П.І. —
- Стадінчук Н.В. — 1-й секретар Окницького райкому КПМ
- Станєв В.Ф. — завідувач відділу національних відношень ЦК КП Молдавії
- Стратулат Борис Миронович — головний редактор журналу «Комуніст Молдавії»
- Страх В.Д. —
- Сувейка Р.Д. — головний редактор республіканського творчого виробничого об'єднання «Молдкіно»
- Табунщик Георгій Дмитрович — заступник голови Держплану Молдавської РСР
- Тампіза К.А. —
- Тлехуч А.І. — секретар парткому Бельцького виробничого об'єднання імені Леніна
- Тодоров Л.І. — директор Кишинівської меблевої фабрики № 1
- Трибой Григорій Васильович — генеральний директор Кишинівського виробничого об'єднання «Плодсільгоспмаш»
- Усатий А.П. — голова Державного комітету Молдавської РСР з телебачення і радіомовлення
- Худяєв В.І. — бригадир Бельцького виробничого об'єднання імені Леніна
- Цимай П.М. — 1-й секретар Бендерського міськкому КПМ
- Циу Микола Антонович — 1-й секретар Кишинівського міськкому КПМ
- Цопа Федір Георгійович — редактор газети «Молдова Сочіалісте»
- Цуркан Леонід Васильович — 1-й секретар Тираспольського міськкому КПМ
- Чеботар Н.С. — головний агроном колгоспу «Молода гвардія» Дондушенського району
- Черногор І.І. —
- Чобану Є.Ш. — бригадир комплексної бригади будівельного управління-52 ВБО «Моноліт»
- Чумаченко В'ячеслав Костянтинович — 2-й секретар Кишинівського міськкому КПМ
- Чьорба Георгій Петрович — 1-й секретар Єдинецького райкому КПМ
- Шатохіна Марія Сидорівна — завідувач загального відділу ЦК КПМ
- Яковлєв В.І. — голова правління Республіканського банку Держбанку СРСР
- Ярова Ю.В. —

### Члени Контрольно-Ревізійної комісії КП Молдавії
- Арабаджі Г.П. —
- Бадан А.С. —
- Барбенягре А.А. — міністр юстиції Молдавської РСР
- Бурлаченко А.М. —
- Бухтін А.Н. —
- Вернигорова Т.П. —
- Волков В.Н. —
- Володько А.Є. —
- Гирла В.Н. —
- Делібалт Г.А. —
- Дідик А.П. —
- Друмя В.І. — 1-й секретар Ніспоренського райкому КПМ
- Єфимов В.М. —
- Золотухін В.П. —
- Іоржева М.І. — заступник голови Тираспольської міської ради
- Камінський А.В. —
- Карауш В.С. —
- Кішнер А.І. —
- Кліпа М.В. — бригадир рільничої бригади колгоспу «ІІ з'їзд КП Молдавії» Окницького району
- Кодін Михайло Іванович — голова Контрольно-Ревізійної комісії КП Молдавії
- Кожухар П.С. — 1-й заступник голови Контрольно-Ревізійної комісії КП Молдавії
- Костова Н.В. —
- Которобай Іван Захарович — робітник Кишинівського тракторного заводу
- Кукульський А.А. — редактор газети «Советская Молдавия»
- Куніцин Н.К. —
- Марін Н.Є. —
- Маценко Г.Д. —
- Морняло А.П. —
- Мунтян Д.Х. —
- Няга Г.А. —
- Осмокеску Р.Г. —
- Паладі В.Д. — оператор свиноферми радгоспу-заводу «Ефіронос» Кеінарського району
- Перегудова В.А. — робітниця НВО «Мікроприлад»
- Пислару Є.В. —
- Попович Ф.М. —
- Поян Петро Іванович —
- Радецький А.В. —
- Рошка Олександр Миколайович — директор відділу філософії та права Академії наук Молдавської РСР
- Руссу В.М. — 1-й заступник голови Агропромспілки Молдавської РСР
- Руссу М.С. —
- Савін В.В. —
- Сесякіна В.К. —
- Скрипник М.В. —
- Смирнов Б.Д. — голова Контрольно-Ревізійної комісії Кишинівської міської організації КП Молдавії
- Стратулат В.М. —
- Унгурян Валентин Георгійович — ректор Кишинівського сільськогосподарського інституту
- Урекян С.А. — секретар Молдавської ради профспілок
- Усатий Андрій Георгійович — директор територіального медичного об'єднання району Аненій Ной
- Христєв Ф.І. — 1-й секретар Кантемирського райкому КПМ
- Цуркан Є.Г. —
- Чимпоєш Д.І. — директор Чадир-Лунгського дослідно-експериментального заводу
- Шандровський Т.Т. —
- Янковой М.І. — секретар парткому НВО «Дністер» Слобозійського району